# 대한민국 형사소송법 제429조
대한민국 형사소송법 제429조는 재심청구의 취하에 대한 형사소송법의 조문이다.

## 조문
제429조(재심청구의 취하) ① 재심의 청구는 취하할 수 있다.
②재심의 청구를 취하한 자는 동일한 이유로써 다시 재심을 청구하지 못한다.

第429條(再審請求의 取下) ① 再審의 請求는 取下할 수 있다.
②再審의 請求를 取下한 者는 同一한 理由로써 다시 再審을 請求하지 못한다.

## 참고 문헌
- 손동권 신이철, 새로운 형사소송법(초판, 2013), 세창, 2013. ISBN 9788984114081